# Leticia Avilés
Leticia Avilés és una biòloga evolutiva i ecologista que estudia l'evolució de la conducta social i l'evolució dels trets de la història de la vida en metapoblacions. Els seus mètodes inclouen una combinació de teoria i treball empíric, aquest últim fent servir la «aranya social» com a sistema modelo. La seva investigació sobre aquests organismes ha abordat qüestions com per què algunes aranyes viuen en grups, per què exhibeixen una alta proporció de sexes amb prejudicis femenins, i per què han desenvolupat un sistema en què els individus romanen en el niu natal per aparellar-se de generació en generació.

## Carrera
Avilés és potser més coneguda per haver reconegut la importància de les aranyes socials com a sistemes modelo per abordar qüestions bàsiques de l'ecologia i l'evolució. En el procés va descobrir una sèrie d'aranyes socials desconegudes per a la ciència, incloent una aranya social nòmada les colònies de la qual es reprodueixen per fissió -Aebutina binotata, una aranya linx social, Tapinillus sp., i un teridiide social les colònies del qual exhibeixen un patró de creixement en expansió i caiguda, i les femelles adultes succeeixen endues classes de mida distintes -Theridion nigroannulatum. El seu treball teòric ha abordat qüestions com la importància de la selecció multinivell en l'evolució de les proporcions de sexes amb biaix femení, per què els sistemes fortament endogàmics poden evolucionar. Un dels treballs teòrics d'Avilés aborda la qüestió de com es pot mantenir la cooperació entre els no parents malgrat la presència de paràsits. Actualment, Avilés és professora del Departament de Zoologia de la Universitat de Colúmbia Britànica al Canadà, on realitza investigacions en ecologia i evolució.

## Educació
Avilés és nativa de Quito, Equador. * Pregrau: Llicenciat en Ciències Biològiques, Pontifícia Universitat Catòlica de l'Equador, Quito.
- Doctorat: Biologia Orgànica i Evolutiva, Universitat Harvard, 1992.
- Becari postdoctoral: Grup de Formació d'Investigadors en Anàlisi de la Diversificació Biològica, Universitat d'Arizona, 1992-1994.

## Premis
- 2001 Becari del Wissenschaftskolleg zu Berlin per a la investigació.
- 1992 Premi Jove Investigador, Societat Americana de Naturalistes per a la Investigació.